# Scottish Football League 1915-1916
La Scottish Football League  1915-1916 è stata la 26ª edizione della massima serie del campionato scozzese di calcio, disputato tra il 21 agosto 1915 e il 29 aprile 1916 e concluso con la vittoria dei Celtic al loro tredicesimo titolo, il terzo consecutivo.
Capocannoniere del torneo è stato James McColl (Celtic) con 34 reti.

## Stagione

### Novità
Il campionato assunse la vecchia denominazione Scottish Football League dopo la sospensione della seconda divisione a causa della prima guerra mondiale. Parteciparono le stesse venti squadre della precedente stagione.

### Avvenimenti
Il Celtic conquistò il titolo alla quintultima partita vincendo 6-0 contro il Raith Rovers e distanziando definitivamente i Rangers, che furono sconfitti nell'altro derby di Glasgow dal Partick Thistle (5-2).

## Classifica finale
Fonte:
|  | Pos. | Squadra             | Pt | G  | V  | N  | P  | GF  | GS  |
|  | ---- | ------------------- | -- | -- | -- | -- | -- | --- | --- |
|  | 1.   | Celtic              | 67 | 38 | 32 | 3  | 3  | 116 | 23  |
|  | 2.   | Rangers             | 56 | 38 | 25 | 6  | 7  | 87  | 39  |
|  | 3.   | Morton              | 51 | 37 | 22 | 7  | 8  | 86  | 35  |
|  | 4.   | Ayr Utd             | 48 | 38 | 20 | 8  | 10 | 72  | 45  |
|  | 6.   | Partick Thistle     | 46 | 38 | 19 | 8  | 11 | 65  | 41  |
|  | 6.   | Hearts              | 46 | 37 | 20 | 6  | 11 | 66  | 45  |
|  | 7.   | Hamilton Academical | 41 | 38 | 19 | 3  | 16 | 68  | 76  |
|  | 8.   | Dundee              | 40 | 38 | 18 | 4  | 16 | 56  | 49  |
|  | 9.   | Dumbarton           | 37 | 38 | 13 | 11 | 14 | 54  | 64  |
|  | 10.  | Kilmarnock          | 35 | 38 | 12 | 11 | 15 | 46  | 49  |
|  | 11.  | Aberdeen            | 34 | 38 | 11 | 12 | 15 | 51  | 64  |
|  | 12.  | Falkirk             | 33 | 38 | 12 | 9  | 17 | 45  | 61  |
|  | 13.  | St. Mirren          | 30 | 38 | 13 | 4  | 21 | 50  | 67  |
|  | 13.  | Motherwell          | 30 | 38 | 11 | 8  | 19 | 55  | 82  |
|  | 13.  | Airdrieonians       | 30 | 38 | 11 | 8  | 19 | 44  | 74  |
|  | 16.  | Third Lanark        | 29 | 38 | 9  | 11 | 18 | 40  | 56  |
|  | 16.  | Clyde               | 29 | 38 | 11 | 7  | 20 | 49  | 71  |
|  | 18.  | Queen's Park        | 28 | 38 | 11 | 6  | 21 | 53  | 100 |
|  | 19.  | Hibernian           | 25 | 38 | 9  | 7  | 22 | 44  | 71  |
|  | 20.  | Raith Rovers        | 23 | 38 | 9  | 5  | 24 | 30  | 65  |

Legenda:
      Campione di Scozia.
Regolamento:
Due punti a vittoria, uno a pareggio, zero a sconfitta.
Vigeva il pari merito. In caso di arrivo a pari punti per l'assegnazione del titolo era previsto uno spareggio.
Note:
Il match Morton-Hearts non è stato disputato.